# 13 novembre : Fluctuat nec mergitur
13 novembre : Fluctuat nec mergitur est une mini-série documentaire française, réalisée par Jules et Gédéon Naudet et diffusée à partir du 1er juin 2018 sur Netflix. En trois épisodes, elle revient chronologiquement sur les attentats du 13 novembre 2015, à l'aide de diverses interviews.

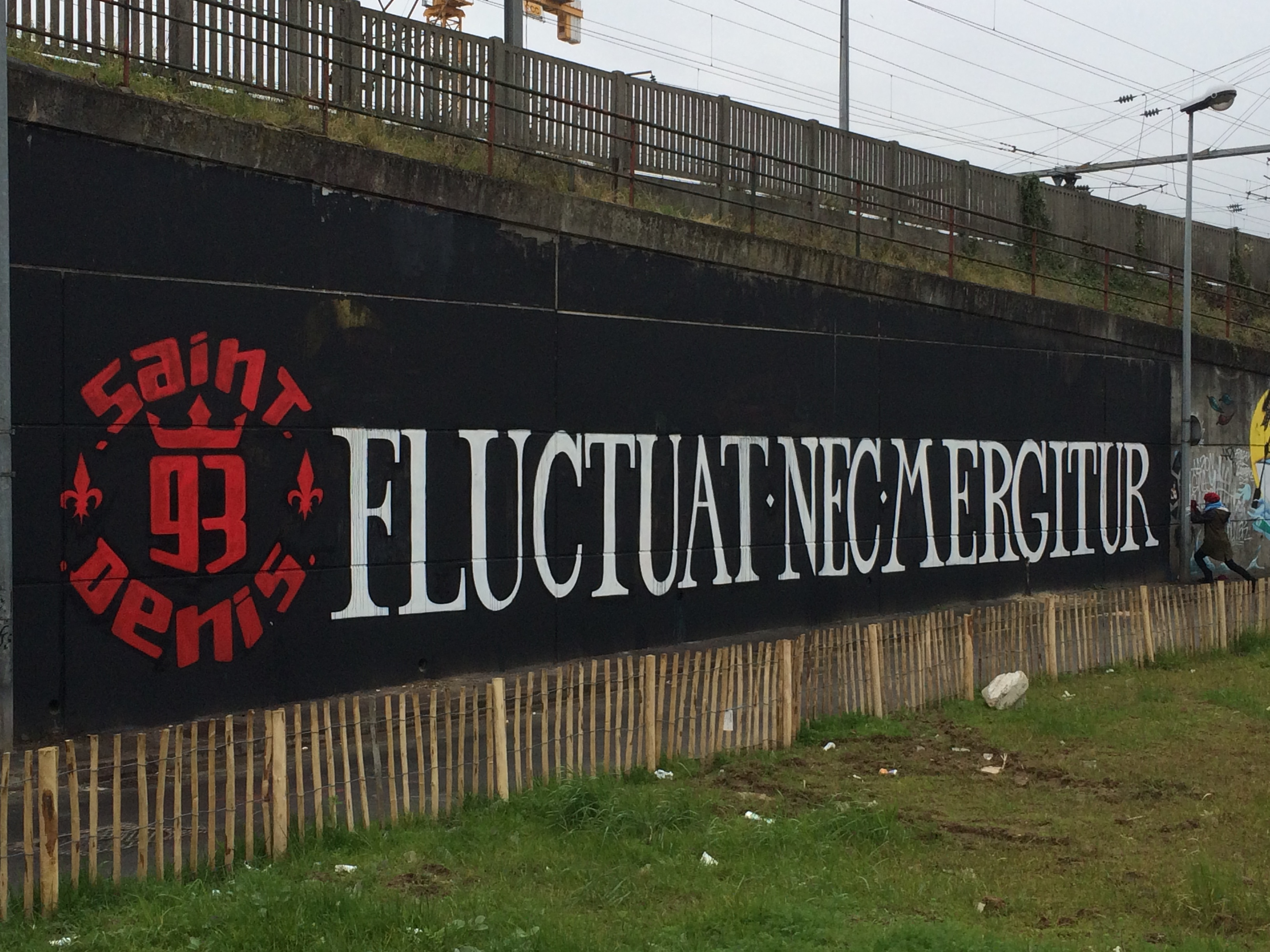
Fresque réalisée à Saint-Denis peu après les attentats.

Le documentaire est également diffusé sur TMC le 12 novembre 2020, à la veille de l'anniversaire des 5 ans des attentats ; la chaine réitère cette diffusion l'année suivante, le même jour.
Le titre fait référence à la devise latine de la ville de Paris, Fluctuat nec mergitur (Battu par les flots, mais ne sombre pas).

## Synopsis

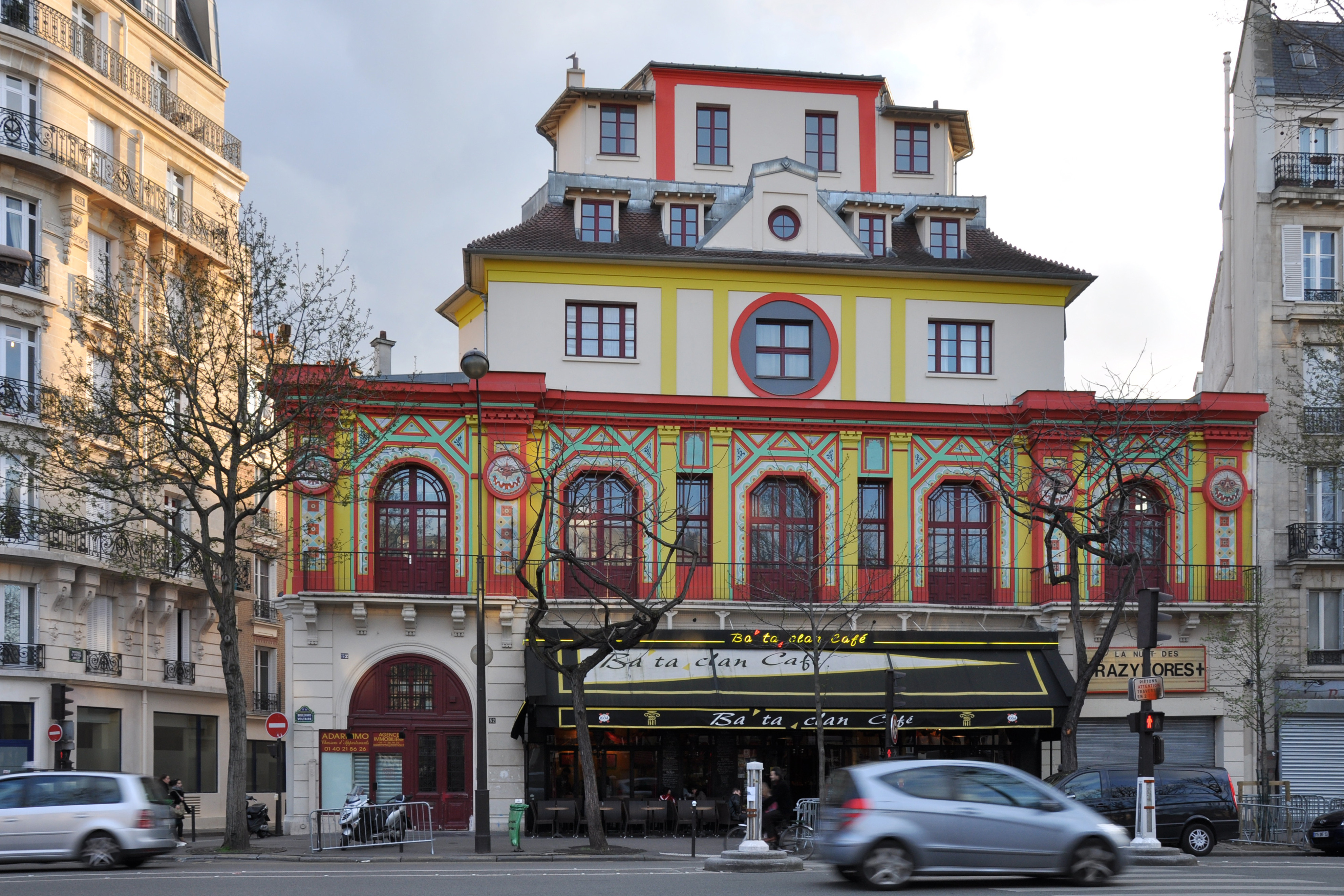
Le Bataclan (en 2008).

Jules et Gédéon Naudet donnent la parole aux rescapés des attaques terroristes qui ont frappé Paris le 13 novembre 2015. Une quarantaine de témoins directs — survivants, pompiers, forces de l'ordre et personnalités politiques — partagent leur expérience sur la tragédie qui les a réunis,.
Le premier volet se concentre sur les attentats commis sur les terrasses et au Stade de France et se clôt sur les premiers coups de feu au Bataclan enregistrés sur des images amateur,. Le deuxième épisode traite principalement de la prise d'otages du Bataclan. Le troisième et dernier volet traite de la fin de l'assaut des forces de l'ordre au Bataclan et de la difficile reconstruction des rescapés.
La série compte des documents inédits comme les appels téléphoniques passés aux pompiers et à la police ainsi que 40 témoignages : 25 de rescapés (dont des témoignages inédits d'otages au Bataclan) et 15 d'intervenants, dont la maire de Paris Anne Hidalgo et Bernard Cazeneuve, alors ministre de l'Intérieur, le président de la République François Hollande qui choisit de ne rien dire dans le Stade de France afin d'éviter la panique des spectateurs. Le film comprend également plusieurs témoignages de pompiers. Le documentaire se conclut sur des discours d'espoir, malgré les séquelles physiques ou psychologiques des rescapés.

## Fiche technique
- Titre original : 13 novembre : Fluctuat nec mergitur
- Titre anglophone : November 13: Attack on Paris
- Réalisation : Gédéon Naudet et Jules Naudet
- Photographie : Isabelle Razavet et Cyril Bron
- Musique : Nathaniel Mechaly
- Production exécutive : Paul Barrois, Gédéon Naudet et Jules Naudet, Ben Silverman, Howard Owens[7]
- Production associée : Marie Drucker
- Sociétés de production : Netflix, Propagate Content et No School Productions[8]
- Société de distribution : Netflix
- Pays d'origine :  France
- Langue originale : Français
- Format : couleur - son stéréo
- Durée : trois parties, respectivement de 47, 59 et 56 minutes[9]
- Date de première diffusion : 1er juin 2018

## Intervenants
Personnalités présentes parmi la quarantaine de victimes et témoins du Stade de France, des fusillades des terrasses et du Bataclan : 
- François Hollande, président de la République (2012-2017) ;
- Bernard Cazeneuve, ministre de l'Intérieur (2014-2016) ;
- Anne Hidalgo, maire de Paris ;
- Professeur Denis Safran, médecin de la BRI ;
- Commissaire Christophe Molmy, chef de la BRI de Paris ;
- Général Philippe Boutinaud, Commandant des pompiers de Paris.

## Production
Les réalisateurs ont été témoins et rescapés des attentats du 11 septembre 2001 dont ils ont tiré le film primé New York : 11 septembre. En sortie avec les pompiers de New York ce matin là, Jules a été le seul à filmer l'impact du premier avion sur la tour nord du World Trade Center. Gédéon a aussi tourné des images lors de cette journée, ce qui leur donne un vécu particulier pour traiter des attentats de 2015 dans leur pays. Jules a suivi les pompiers dans la tour nord dont il est ressorti huit minutes avant son écroulement alors que son frère resté à la caserne remontait à contre-courant le flot d’humains hagards fuyant les tours,
À propos de ce nouveau film consacré à une attaque terroriste majeure survenue quatorze années plus tard à Paris, ils expliquent :  « Nous voulions que la parole prenne vraiment ses aises pour permettre au spectateur d’entrer peu à peu dans la peau des victimes. Voilà pourquoi le film dure trois heures. Autant dire que sans Netflix il n’aurait pas vu le jour. Aucune chaîne de télévision ne se serait aventurée à passer à l’antenne trois heures de témoignages ». Ils expliquent alors : « 13 Novembre: Fluctuat Nec Mergitur n'est ni une enquête, ni un reportage. On veut utiliser le moins d'images de ce soir-là possible. On refuse le sensationnalisme. C'est un récit à hauteur d'homme qui parle aussi de comment on se reconstruit ensuite, qui évoque la résilience. »
Jules et Gédéon Naudet expliquent être entrés en contact avec les associations de victimes un an après le drame, en novembre 2016 :« On a expliqué à chacun ce que nous avions vécu le 11-Septembre, notre point de vue. Les associations nous ont aidés à trouver les participants. Beaucoup de rencontres ont été nécessaires ». Les réalisateurs ont fait venir les différents intervenants dans un studio du 9e arrondissement afin de créer un lieu neutre et projetaient derrière eux pendant l’interview l’image d’un bar, d’une caserne de pompier ou d’un bureau.
Marie Drucker coproduit la série-documentaire. La série est disponible en anglais, arabe, allemand, espagnol (Europe), français.

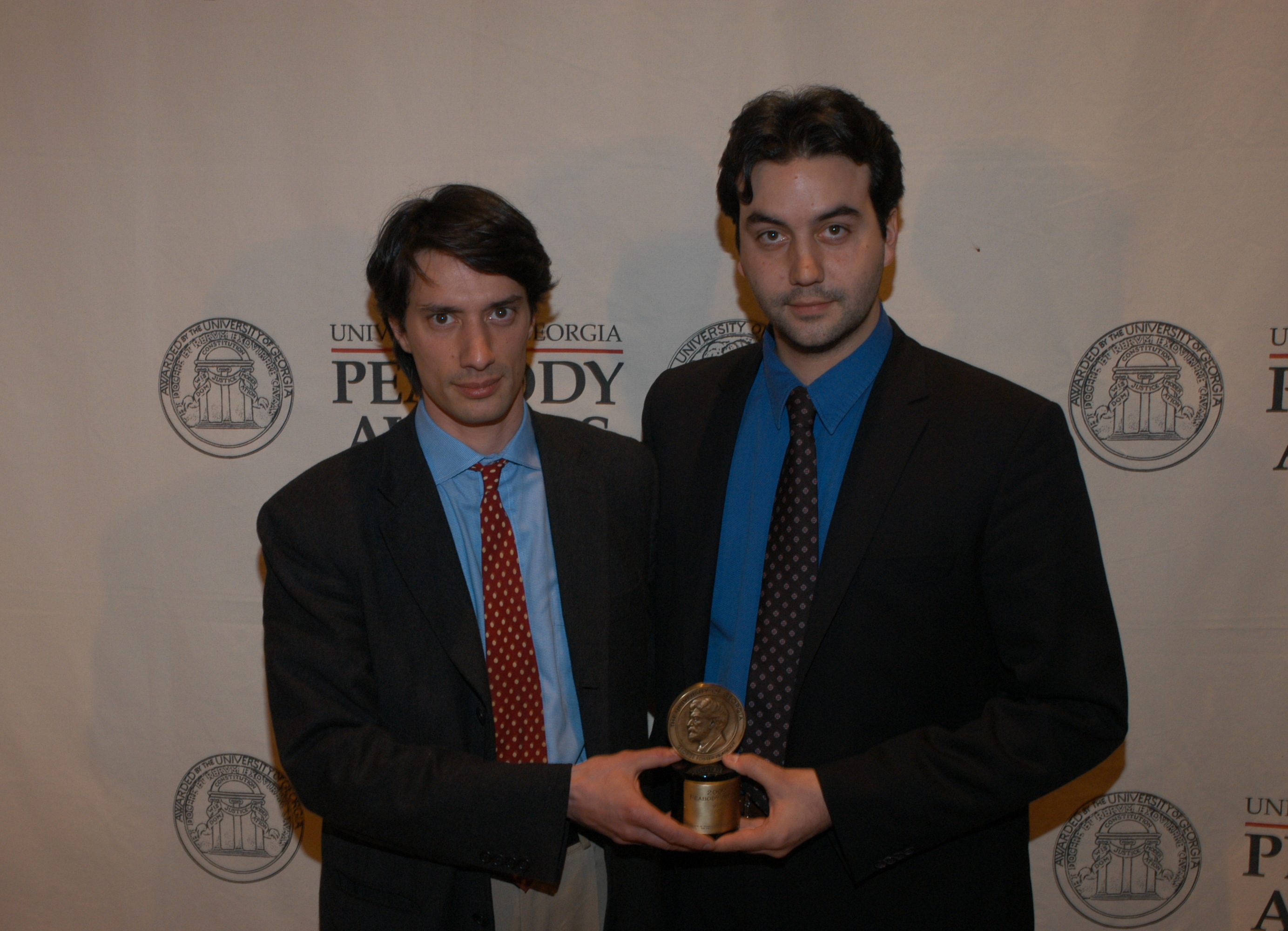
Gédéon Naudet et Jules Naudet avec un Peabody Award (en 2003).

## Accueil du public
Le journal en ligne Mediapart exprime un certain agacement (« pesanteur, solennité, unanimisme ») devant les intentions des réalisateurs et regrette des omissions (le nom de l'organisation terroriste n'est pas cité), mais trouve finalement que les témoignages finissent par former un dialogue comme dissolvant lui-même l'unanimisme du récit qui tente de se construire: « les relances fortuites et nécessaires d'un témoignage à l'autre, les échos et les récits, les histoires qui, bien que propres à chacun, rencontrent celles des autres. ».

### Réactions des associations
L'association de victimes 13Onze15 : Fraternité et Vérité regrette que le deuil soit occulté, et que la série ne fasse parler que des survivants et presque aucun proche de victimes. Une autre association — Life for Paris — a prêté son concours aux réalisateurs en les mettant en contact avec beaucoup des rescapés venus témoigner, mais ne commente pas les œuvres réalisées à propos des attentats.